# Katalog przedmiotowy
Katalog przedmiotowy – katalog rzeczowy, w którym opisy dokumentów uszeregowane za pomocą alfabetycznie ułożonych haseł przedmiotowych. 
Opisy bibliograficzne znajdujące się w obrębie poszczególnych haseł, porządkowane są według nazw autorów alfabetycznie czy też chronologicznie.
Twórcą teorii katalogu przedmiotowego był Adam Łysakowski.